# بخش حمیرپور (هیماچال پرادش)
بخش حمیرپور (به انگلیسی: Hamirpur district) یک منطقهٔ مسکونی در هند است که در هیماچال پرادش واقع شده‌است. بخش حمیرپور ۱٬۱۱۸ کیلومتر مربع مساحت و ۴۵۴٬۷۶۸ نفر جمعیت دارد.